# Febra recurentă
Febra recurentă este o boală infecțioasă acută, din grupul boreliozelor, determinată de spirochete din genul Borrelia, transmisă la om prin intermediul unui vector (păduche sau căpușă), caracterizată clinic prin accese febrile, separate de pauze afebrile, care se repetă de mai multe ori. Epidemiologic, se deosebesc 2 forme principale: febră recurentă de păduche (en. louse-borne relapsing fever) transmisă prin păduchi (apariție epidemică) și febra recurentă de căpușă (en. tick-borne relapsing fever), transmisă prin căpușe (apariție endemică). Febra recurentă de păduche este endemo-epidemică și este cauzată de Borrelia recurrentis și transmisă la om prin intermediul păduchelui de corp; ea afectează numai omul care devine sursă pentru semenii săi, infectând păduchii, în condițiile precare din timpul marilor catastrofe sociale cum sunt războaiele și foametea. Febra recurentă de căpușe este endemo-sporadică, și este cauzată de alte specii de Borrelia (B. caucasica, B. duttonii, B. hispanica, B. persica, B. harveyi, B. hermsii, B. venezuelensis, B. mazzottii, B. parkeri, B. turicatae) și transmisă la om prin intermediul căpușelor din genul Ornithodoros; omul este contaminat accidental de rozătoare și animale mici care sunt infestate de aceste căpușe, iar speciile de Borrelia identificate sunt denumite după căpușele-vectori care sunt specifice unui anumit areal. Epidemiile de febră recurentă de păduche au fost strâns legate de lipsurile de igienă, provocate de războaie și de răspândirea pediculozei. În secolul trecut, boala a apărut în 7 mari epidemii, rezultând peste 16.000.000 de cazuri și 5.000.000 de morți. Ultima mare pandemie a apărut în ultimul război mondial (1939—1945), afectând nordul Africii, Europa și Orientul Mijlociu (1.000.000 de cazuri cu 50.000 de decese). În România, febra recurentă a apărut în 1917—1918 și din nou în al doilea război mondial și câțiva ani după aceea, dispărând complet după 1947.